# Rivière Dufresne
Rivière Dufresne är ett vattendrag i Kanada.   Det ligger i provinsen Québec, i den sydöstra delen av landet, 160 km nordost om huvudstaden Ottawa. 
I omgivningarna runt Rivière Dufresne växer i huvudsak blandskog. Runt Rivière Dufresne är det mycket glesbefolkat, med 4 invånare per kvadratkilometer.